# Неустрашиви
Неустрашиви је српски стрипски серијал чији су ствараоци били сценариста Марија Ницић и цртачи Радивој Богичевић и Брана Јовановић. Изворно је објављиван од 1963. до 1966. у облику свезака у едицији Никад робом, у продукцији и издању горњомилановачког издавача „Дечје новине“. 
Тема стрипа су доживљаји тројице српских војника у Првом светском рату. 
Назив серије никад није званично успостављен, вероватно из идеолошке опрезности, па се стрип у библиографијама наводи под именом прве епизоде.

## Стрипографија
1. Неустрашиви, „Никад робом“ бр. 4, 1963.
2. Предстража, „Никад робом“ бр. 8, 1964.
3. На нишану, „Никад робом“ бр. 15, 1964.
4. Кад митраљез умукне, „Никад робом“ бр. 42, цртеж Јовановић, 1966.